# Бандпей-є Гарбі (бахш)
Бандпей-є Гарбі (перс. بخش بندپی غربی) — бахш у шагрестані Баболь остану Мазандаран на півночі Ірану. Адміністративним центром є місто Хуш-Рудпей.

## Демографія

### Населення
На момент національного перепису 2006 року населення району становило 25 577 осіб у 6 886 домогосподарствах. Наступний перепис 2011 року налічив 25 876 осіб у 7 938 домогосподарствах. За даними перепису 2016 року, населення району становило 26 233 особи у 8 911 домогосподарствах.

### Адміністративний поділ
| Адміністративний поділ | 2006   | 2011   | 2016   |
| ---------------------- | ------ | ------ | ------ |
| Хвош-Руд               | 11,758 | 11,878 | 11,309 |
| Шахідабад              | 10 879 | 10 681 | 9,182  |
| Хуш-Рудпей (місто)     | 2940   | 3,317  | 5,742  |
| Всього                 | 25,577 | 25,876 | 26,233 |

## Економіка
Основною діяльністю населення є сільське господарство, садівництво та тваринництво. Найбільші площі землі вкриті рисовими полями, а також цитрусовими садами. Тваринництво поширене в південних регіонах, де є лісові масиви.